# Gibraltar Labour Party
Die Gibraltar Labour Party war eine politische Partei in Gibraltar. Sie wurde von Daniel Feetham gegründet, nachdem dieser 2001 aus der Gibraltar Socialist Labour Party ausgetreten war. Nach eigenen Angaben war die Partei progressiv-sozialistisch.
Bei der Parlamentswahl 2003 erreichte die Partei 8,3 % der Stimmen, erhielt jedoch aufgrund des Wahlsystems keinen Sitz im Gibraltar House of Assembly. 2005 ging die Partei in den Gibraltar Social Democrats auf.